# Западноевропейский театр военных действий Второй мировой войны
Западноевропейский театр военных действий Второй мировой войны (1939—1945) — боевые действия, проходившие во время Второй мировой войны в Западной Европе и Атлантике.
Когда 1 сентября 1939 года Германия объявила войну Польше, 3 сентября 1939 года Великобритания и Франция в соответствии с заключёнными с Польшей договорами и обязательствами, объявили войну Германскому Рейху — начался период под названием «странная война».
Активная фаза войны в Европе наступила весной 1940 года, когда опередив англо-французскую высадку в Норвегии, в начале апреля 1940 года Германия провела свою датско-норвежскую операцию, оккупировав Данию и Норвегию, а 10 мая 1940 года начала активные действия против англо-французских сил во Франции, осуществив вторжение в Бельгию, Нидерланды и Люксембург, быстро дойдя до Парижа. Франция капитулировала и большинство европейских территорий Франции (в том числе и Париж) были оккупированы войсками германского Вермахта. После этого началась затяжная воздушная битва за Британию.
Планируя против СССР главную схватку за гегемонию на европейском континенте, весной 1941 года Германия была вынуждена оккупировать Югославию ввиду произошедшего там государственного переворота и срочно спасать положение своих итальянских союзников в Греции — по сути, эти вынужденные военные операции на Балканах примерно на два месяца отсрочили вторжение в СССР вооружённых сил европейской коалиции Стран «Оси», в которую к июню 1941 года, помимо Германии, входили: Италия, Венгрия, Румыния, Болгария, Словакия, Хорватия и Финляндия. Тем самым, эти два месяца отсрочки осуществления операции «Барбаросса» оказались в итоге совершенно спасительными для СССР..
С 1941 по 1943 год, боевые действия между немецко-итальянскими и англо-американскими войсками происходили в основном на Африканском театре военных действий (а также в воздухе и на море), в процессе этого противостояния часть французских колоний в Африке отказались подчиняться режиму Виши встав под знамёна Свободной Франции. В мае 1943 года немецко-итальянские войска были вытеснены из Африки, в июле 1943 года англо-американские войска высадились на Сицилии, а затем и в материковой Италии, в Риме произошёл государственный переворот, Муссолини был свергнут и арестован. Но высадившиеся в Италии германские войска смогли освободить Муссолини и значительно связать, и локализовать там действия англо-американских сил.
6 июня 1944 года англо-американские войска высадились в Нормандии, что послужило началом активной фазы открытия Второго фронта в Европе. К маю 1945 года Германию потерпела поражение и была разделена на четыре оккупационные зоны между победившими странами антигитлеровской коалиции.

## «Странная война» и начало Битвы за Атлантику (сентябрь 1939 — апрель 1940)
3 сентября 1939 года Великобритания и Франция объявили войну Германии. Эта была ответная мера на немецкое вторжение в Польшу, которое произошло 1 сентября 1939 года.
С сентября 1939 и до мая 1940 года в Западной Европе велась так называемая «Странная война». Французская армия и высадившийся во Франции английский экспедиционный корпус, с одной стороны и немецкая армия — с другой, вяло обстреливали друг друга, не предпринимая активных действий. Затишье объяснялось тем, что Германия опасались ведения войны «на два фронта», а Великобритания и Франция, в свою очередь опасаясь сильного противника, заняли выжидательную позицию с целью дождаться более благоприятного времени и условий для наступления.
В начале войны Великобритания и Франция имели подавляющее превосходство над Германией как на суше, так и на море. Понимая экономическую зависимость Великобритании от её огромных владений в разных концах света, немецкое командование отрядило против британского грузового и торгового флота значительные силы. С первых дней войны немецкие корабли «вышли на охоту» за британскими судами в открытый океан и даже к берегам Латинской Америки и Африки. Первое крупное морское сражение произошло 13 декабря 1939 года в заливе Ла-Плата возле берегов Аргентины, где немцы потеряли крейсер «Адмирал граф Шпее», который до этого уничтожил 9 британских судов. Сражение известно как Битва у Ла-Платы.

## Наступление стран Оси

### Вторжение в Данию и Норвегию (апрель — июнь 1940)
С началом Второй мировой войны в Европе, стратегическое территориальное расположение Норвегии интересовало все противоборствующие стороны. Для Англии и Франции было важно иметь там свои военные базы и тем самым полностью контролировать морские коммуникации. Для немцев Норвегия была как ключом к Северному морю, так и путём транзита шведской руды. Дабы опередить возможное вторжение Германии, в апреле 1940 года в Норвегию выдвинулись военные корабли англо-французских экспедиционных сил с целью оккупировать последнюю, установив свою гегемонию и контроль в данном регионе. Тогда 9 апреля 1940 года Германия в срочном порядке вынуждена была начать свою операцию по захвату Норвегии, опередив высадку и оккупацию Норвегии со стороны англо-французских войск.
В тот же день, 9 апреля 1940 года войска Германии вторглись в Данию. В 5:15 утра, части Вермахта перешли датско-германскую границу и начали наступление. Также, в 5:15 немецкие войска высадились в Копенгагене. Датский военно-морской флот не оказал сопротивления. Морскими и воздушными десантами немцы почти беспрепятственно заняли все важнейшие города и буквально за пару часов уничтожили почти всю датскую авиацию. В 7:20 под угрозой бомбардировок гражданского населения датский король Кристиан X вынужден был подписать капитуляцию и приказал армии сложить оружие. В 7:30 был захвачен стратегически важный для проведения дальнейшей Норвежской операции аэропорт Ольборг. Около 10 часов утра началась демобилизация датской армии.
В Норвегии немцы 9—10 апреля высадили воздушный десант и захватили главные норвежские порты: Осло, Тронхейм, Берген, Нарвик. 14 апреля англо-французский морской десант высадился под Нарвиком, 16 апреля — в Намсусе, 17 апреля — в Ондальснесе. 19 апреля англо-французские силы развернули наступление на Тронхейм, но потерпели неудачу, и в начале мая были вынуждены вывести свои соединения из Центральной Норвегии. После ряда боёв за Нарвик, в районах Намсуса, Молле (Мольде) и др., англо-французские войска в начале июня эвакуировались и из северной части страны. 10 июня 1940 года капитулировали последние подразделения норвежской армии. Норвегия оказалась под управлением немецкой оккупационной администрации (рейхскомиссариат); Дания же, объявленная немецким протекторатом, смогла сохранить частичную самостоятельность в своих внутренних делах.
После оккупации Дании британские и американские войска, дабы не допустить вторжение Германии в датские владения вне континента, оккупировали её заморские территории, имеющие важное стратегическое значение, — Фарерские острова, Исландию и Гренландию (см. Фарерские острова во Второй мировой войне, Вторжение в Исландию (1940), Гренландия во Второй мировой войне).

### Вторжение во Францию (май — июнь 1940)
10 мая 1940 года немецкие войска начали наступление на Францию, Бельгию, Нидерланды и Люксембург. За короткое время им удалось сломить сопротивление бельгийской армии. Силы союзников выдвинулись им на помощь в Бельгию. Тем временем вторая группировка немецких войск, которая изначально двигалась медленно, дав крупным англо-французским силам пройти в Бельгию, вторглась в Нидерланды и к 14 мая вынудила капитулировать голландскую армию. Крупные англо-франко-бельгийские силы оказались в окружении возле города Дюнкерк. Однако немцы не приняли быстрых действий для уничтожения этой группировки и союзникам удалось эвакуировать свои войска на Британские острова (см. Дюнкеркская операция). 26 мая Бельгия капитулировала. Французская армия, расположенная на линии Мажино, не ожидала наступления немцев в обход укреплений Линии Мажино через Арденны и оказалась не готова к обороне. Немцам удалось за короткое время разгромить две самые сильные французские армии, находившееся на этой линии и развернуть наступление в центр Франции. Спешно брошенные французским командованием плохо оснащённые войска не смогли сдержать наступления немецкой армии. 10 июня Италия объявила войну Франции и Великобритании, и это привело к открытию нового театра военных действий — Средиземноморского. Несмотря на численное превосходство, итальянские войска не смогли прорвать оборону французов на юге. 14 июня немецкие войска заняли Париж. 21 июня Франция подписала капитуляцию. 3/5 территории Франции отошли под контроль Германии. На оставшейся территории было создано марионеточное правительство генерала Петена. Небольшая часть территории Франции перешла к Италии (см. Германская военная администрация во Франции).

### Битва за Британию (июль 1940 — май 1941)
Разгромив Францию, немцы пытались вынудить Великобританию к капитуляции и для этого начали массовые бомбардировки Британских островов. С июля 1940 по май 1941 года продолжалось крупнейшее в истории авиационное сражение в небе над Британией. Немцам так и не удалось достигнуть поставленных целей, завоевать господство в воздухе и уничтожить британские ВВС. Далее воздушные бои между союзниками и люфтваффе проходили в небе над Западной Европой и западной частью Германии (в основном Рурский промышленный район), особенно стратегические бомбардировки. В это же время англичане потопили вышедший в Атлантику крупнейший немецкий линейный корабль «Бисмарк», после чего германское командование было вынуждено отказаться от дальнейших крейсерских действий с участием крупных боевых кораблей.

## Затишье на западном фронте (май 1941 — июнь 1943)

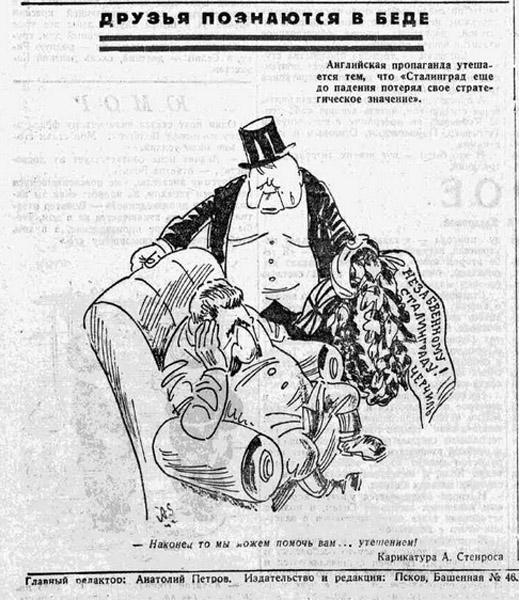
Карикатура Анатолия Стенроса в газете «За родину» № 16 (27.09.1942) пародирующая помощь Сталину от Западных союзников по коалиции

Меморандум Сталина об отказе открытия Второго фронта союзниками в 1942 году

После мая 1941 года на западном фронте наступило относительное затишье, боевые действия были перенесены в Северную Африку. Германия перебросила значительную часть своих войск на восток и напала на СССР. Лишь авиация изредка бомбила Британские острова. В то же время наращивались масштабы подводной войны. Число немецких подводных лодок, действующих в Атлантике к середине 1941 года достигло 170 единиц, а к концу года — 280. Из них в каждый момент примерно 40 % находились на базах для ремонта и обслуживания, 30 % — на пути на боевое дежурство или возвращались на базы, и только 30 % непосредственно участвовали в боевых действиях.
Одновременно изменилась тактика их действий. Вместо одиночных атак стала практиковаться тактика групповых атак («волчья стая»), при которой подводная лодка, обнаружившая караван судов противника, вызывала в район обнаружения до 10—20 подводных лодок для совместной атаки каравана с разных направлений. Эта тактика, дополненная действиями немецкой авиации привела к тяжёлым потерям английского торгового флота.
11 декабря 1941 года Германия и Италия, а 13 декабря — Румыния, Венгрия и Болгария — объявляют войну США.
После вступления США во Вторую мировую войну Объединенный Комитет Начальников Штабов стал настойчиво предлагать как можно более скорое (в первой половине 1942 года) вторжение в Европу через пролив Ла-Манш. Однако в то время США не могли провести подобную операцию самостоятельно, а Великобритания не поддержала это предложение, считая более рациональным — на тот момент — начало военных действий в Северной Африке.
Тем не менее, планы американских военных были всецело поддержаны правительством США, которое начало оказывать на Великобританию политическое давление с целью скорейшего получения согласия англичан на вторжение в Европу. В частности, в своем письме от 9 марта 1942 года Рузвельт писал Черчиллю следующее:
«Я становлюсь все более и более заинтересован в открытии этим летом нового фронта на Европейском континенте… С точки зрения транспорта и поставок нам будет безгранично легче принять в этом участие, поскольку максимальное расстояние составляет всего около трех тысяч миль. И хотя потери, вне всякого сомнения, будут высокими, они будут компенсированы, по меньшей мере, такими же потерями Германии, а также тем, что Германия будет вынуждена отвлечь с Русского фронта крупные силы всех родов войск».
Через месяц в Англию прибыли генерал Дж. Маршалл и Г. Гопкинс с задачей получения согласия её руководства на реализацию одного из двух подготовленных американцами планов высадки в оккупированной Франции — плана «Облава» (Operation Roundup) или плана «Кувалда» (Operation Sledgehammer). Первый предусматривал высадку не позднее апреля 1943 года силами 48 дивизий, а второй предусматривал начало активных действий ранней осенью 1942 года в случае, если либо Германия, либо СССР окажутся на грани поражения в войне.
19 августа 1942 года британские и канадские войска неожиданно атаковали французский город Дьеп. Немцы отбили эту атаку, нанеся союзникам тяжёлые потери, однако те извлекли опыт проведения десантной операции, который помог им в дальнейшем в открытии второго фронта.
В марте 1943 года подводные лодки достигли особенно значимых успехов. Успешная атака объединённых конвоев SC-122 и HX-229, в которой было потоплено 21 судно (141 000 брт) заставило британское руководство сомневаться в надёжности конвойной системы, однако уже в мае был достигнут перелом в битве за Атлантику в пользу союзников, связанный с усилением ВМС США и Великобритании в Центральной Атлантике (общая группировка их флотов достигла 3000 кораблей и 2700 самолётов), появлением большого количества эскортных авианосцев с самолётами, несущими радары нового типа. Состав немецких подводных лодок в этом районе снизился до 100—150 единиц. К тому же основные усилия немецкого флота были перенесены в Северную Атлантику для борьбы с морскими перевозками Союзников в СССР, а потери их подводных лодок резко возросли (только весной 1943 года было потоплено 67 немецких подводных лодок).
Растущая угроза Средиземноморскому району и Западу потребовала увеличения сил вермахта в этих районах. Это могло быть сделано только за счет ослабления Восточного театра военных действий. За время с 1 июля 1943 до 1 июня 1944 года количество немецких дивизий на Восточном фронте впервые уменьшилось с 186 до 156, в то время как за этот же период на Западе и в Средиземноморском районе оно возросло с 66 до 106 дивизий.

## Наступление Антигитлеровской коалиции (1943—1945)

### Итальянская кампания, июль 1943
10 июля 1943 года англо-американские войска высадились на Сицилии, а 3 сентября в Италии. Сицилийская операция или Операция «Хаски» — одна из стратегических военных операций Второй мировой войны, во время которой войска Антигитлеровской коалиции разгромили войска Стран Оси (Италии и Германии) на Сицилии и захватили остров. Высадка явилась широкомасштабной военно-десантной операцией, за которой последовали шесть недель сражений на суше.
Операция «Хаски» началась ночью 9 июля и окончилась 17 августа 1943 года; на момент проведения это была крупнейшая морская десантная операция. Командование англо-американских сил в будущем использовало опыт высадки на Сицилии для осуществления последующей ещё более грандиозной десантной операции — высадки в Нормандии, которая до сих пор остаётся крупнейшей десантной операцией в истории.
Стратегическая операция достигла поставленных целей: сухопутные, военно-воздушные и военно-морские соединения Стран Оси были выбиты с острова, средиземноморские морские пути были открыты, итальянский диктатор Бенито Муссолини был отстранён от власти, началась высадка в Италии.

### Франция, июнь 1944

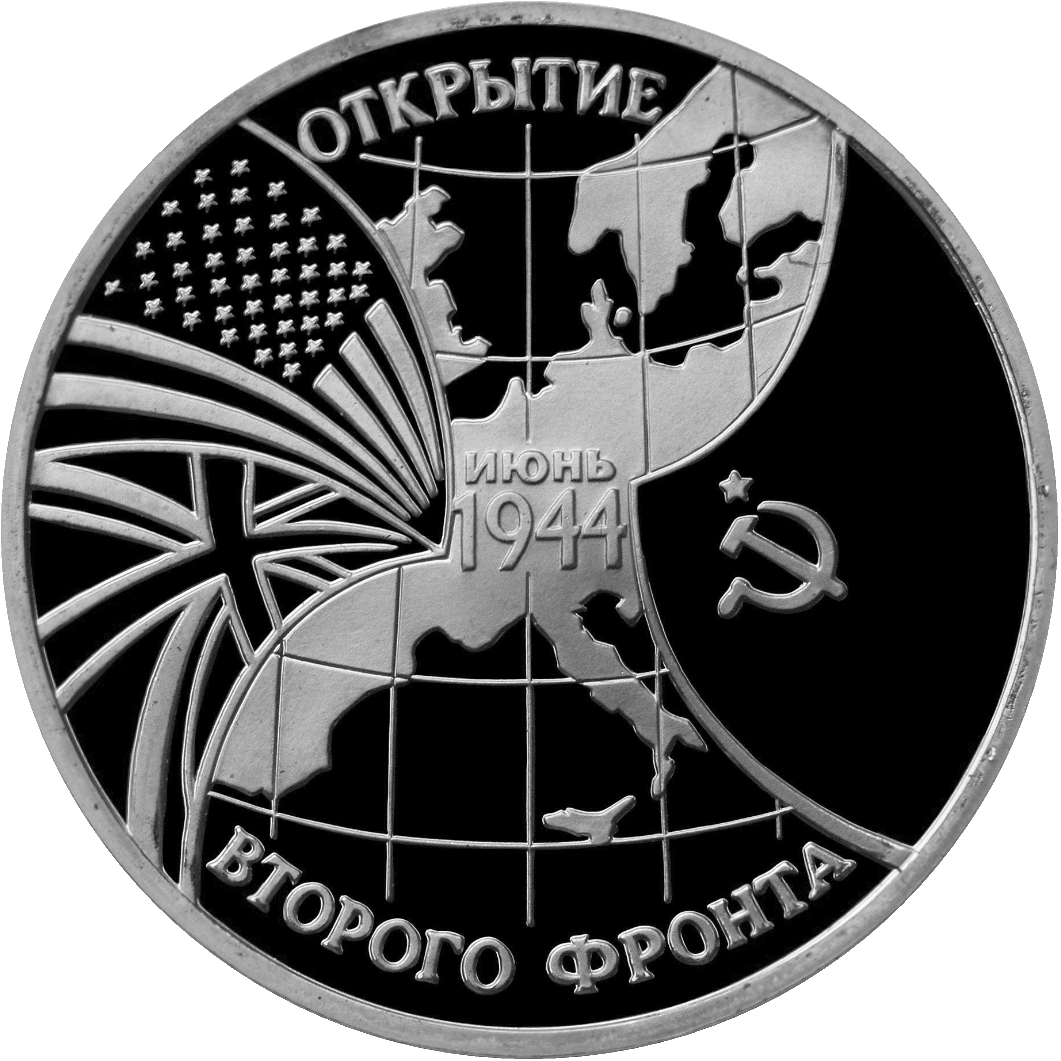
Монета Банка России — Серия: «Великая Отечественная война», 50-летие Победы в Великой Отечественной войне, Открытие второго фронта, 3 рубля, реверс.

6 июня 1944 американские, британские и канадские войска под командованием генерала Эйзенхауэра начали высадку в Нормандии (Северная Франция). Обычно это называют «открытием второго фронта в Европе». К концу июля союзники заняли плацдарм шириной около 100 км и до 50 км в глубину. 25 июля союзники перешли в наступление, нанося главный удар из района Сен-Ло. 7 августа немцы попытались нанести контрудар с целью отрезать от баз снабжения прорвавшиеся в Бретань американские части, однако он не имел успеха. Американо-канадские войска нанесли поражение главным силам нормандской группировке немцев под Фалезом, разгромив здесь 6 дивизий. 15 августа американо-французские войска высадились на побережье Южной Франции. Немецкие войска оказали слабое сопротивление и, так как общая обстановка на Западном фронте складывалась для них неудачно, 19 августа начали отходить с территории Южной Франции. На оккупированных территориях активизировались действия французских партизан. 25 августа союзники при поддержке партизан освободили Париж.
28 сентября немцы начали отходить с территории Северной Франции на укреплённую линию Зигфрида. Не сумев с ходу прорвать её, союзники попытались прорвать её обходом с севера через Нидерланды. 17 сентября в ходе Голландской операции (1944) года в Нидерландах были выброшены воздушные десанты. Однако наступление союзников продвигалось недостаточно быстро и лишь к 10 ноября войска 21-й группы армий очистили устье реки Шельды и вышли к Маасу от Граве до устья.

### Операция в Арденнах (декабрь 1944 — январь 1945)
В декабре немецкое командование предприняло попытку провести контрнаступление в Арденнах. Оно намеревалось ударом на Антверпен рассечь англо-американские войска и разгромить их. 16 декабря началось немецкое наступление, которое закончилось провалом к 25 декабря — немцы смогли продвинуться на 90 км, но не достигли переправ через реку Маас. К этому моменту погода, до этого препятствующая действиям американской авиации, улучшилась, и они немедленно этим воспользовались. Американская авиация начала бомбардировки позиций немецких войск и их линий снабжения. Американцам в Арденны были переброшены подкрепления, 22 декабря 3-я американская армия генерала Паттона начала контрнаступление во фланг немецкой группировке, и к 24 декабря 1944 немцев удалось остановить. К 27 декабря часть немецких войск попала в окружение, остальные начали отступать, а американцы начали контрнаступление. Стратегическая инициатива безвозвратно перешла к войскам Антигитлеровской коалиции. 1 января 1945 немецкие войска предприняли локальные контратаки в районе Страсбурга с целью отвлечения сил противника. Но это не только не помогло исправить положения, но даже ухудшило положение немецких войск. В результате Эльзасско-Лотарингской операции в окружение попала 19-я немецкая армия — Кольмарский «котёл». Американцы к концу января ликвидировали арденнский «выступ» и начали вторжение на территорию Германии. 9 февраля американские и французские войска ликвидировали окружённую группировку немцев и заняли весь западный берег Рейна в Эльзасе (Кольмарская операция).

### Завершение войны, поражение Германии (январь — май 1945)
В первой половине марта 1945 германские войска были вынуждены отойти за Рейн. Преследуя их, американские, английские и французские войска вышли к Рейну и создали плацдармы под Ремагеном и южнее Майнца. Командование союзников решило нанести два удара в общем направлении на Кобленц, чтобы окружить немецкую группу армий «Б» в Руре. В ночь на 24 марта союзники форсировали на широком фронте Рейн, обошли с юго-востока Рур и в начале апреля окружили 29 немецких дивизий и одну бригаду. Германский Западный фронт перестал существовать, а вермахт потерял важнейший военно-промышленный район Германии — Рур.
12 апреля американцы вышли к Дессау, где располагались два последних пороховых завода, которые немцам пришлось взорвать. Теперь немецкие солдаты могли рассчитывать только на старые запасы боеприпасов.
Англо-американские войска продолжали быстрое наступление на всех направлениях. Во второй половине апреля — начале мая они достигли Эльбы, заняли Эрфурт, Нюрнберг, вступили в Чехословакию и в западную Австрию. 25 апреля американские части встретились с советскими войсками у Торгау. В начале мая английские войска достигли Шверина, Любека и Гамбурга. Таким образом, был захвачен весь юг Германии и западная часть Австрии.
4 мая 1945 года 7-я американская армия перешла через Альпы и встретилась на Бреннерском перевале в Италии с войсками 5-й американской армии из 15-й группы армий, наступавших из Северной Италии.
8 мая немецкий генерал Альфред Йодль подписал акт о безоговорочной капитуляции германских вооружённых сил. Война в Европе закончилась.

## Потери

### Антигитлеровская коалиция
Хотя силы антигитлеровской коалиции и победили в конечном итоге на Западноевропейском театре военных действий, эта победа досталась союзникам по коалиции не легко и целиком и полностью зависела от событий происходивших на советско-германском фронте Второй мировой войны.
- Потери США составили 152 109 убитыми и 365 000 раненными[19].
- Франция потеряла 133 000 убитыми (в том числе 20 000 бойцов сопротивления), 300 000 ранеными[7].
- Британия потеряла примерно 60 000 убитыми и 111 000 ранеными.
- Остальные страны-союзники[какие?] потеряли 284 000 убитыми, ранеными и пленными (из них 24 000 убитыми и пропавшими без вести).[8][9]

### Третий рейх
Данные о немецких потерях сильно разнятся. В 1939—1940 годах Германия потеряла приблизительно 50 000 убитыми и 110 000 раненными включая 1 129 погибших лётчиков. По данным американского генерала Джорджа Маршалла Германия потеряла 263 000 убитыми в 1944—1945 годах. Немецкий историк Рюдигер Оверманс приводит другие цифры: 244 891 убитый на Западном фронте в 1944 году. Также он утверждает, что в «последних боях» с января по май 1945 года, Германия потеряла 1 230 000 убитыми и пропавшими безвести (и ещё около 400 000 раненных), треть из них приходится на Западноевропейский фронт. То есть диапазон немецких потерь весьма обширен: от 313 000 до 700 000 убитыми и 500 тысяч раненными. По данным западных союзников по антигитлеровской коалиции, в период с дня «Д» до конца апреля 1945 года на Западном фронте сдалось 2,8 миллиона немецких солдат; ещё 1,3 миллиона сдались между днём «Д» и 31 марта 1945 года; и 1,5 миллиона из них в апреле 1945 года. 27 марта Эйзенхауэр заявил на пресс-конференции, что противник представляет собой побитую армию. В марте ежедневная норма взятия военнопленных на Западном фронте составляла 10 000 человек; за первые 14 дней апреля оно выросло до 39 000, а за последние 16 дней средний показатель достиг пика в 59 000 солдат, взятых в плен каждый день. Число пленных, взятых на западе в марте и апреле, превысило 1 800 000 человек, более чем вдвое больше, чем 800 000 немецких солдат, сдавшихся советским войскам за последние три или четыре месяца войны. Общее количество немецких военнопленных, удерживаемых западными союзниками к 30 апреля 1945 года на всех театрах военных действий, составило более 3 150 000 человек, а после окончания войны в Северо-Западной Европе увеличилось до 7 614 790 человек.

## В культуре

### Кинематограф
- «Самый длинный день» (США, 1962)
- «Битва за Выступ» («Battle of the Bulge») (США, 1965)
- «Мост слишком далеко» (США, 1977)
- «Спасти рядового Райана» (США, 1998)
- «Когда молчат фанфары» (США, 1998)
- «Братья по оружию» (телесериал, 2001)
- «Война Харта» (2002)
- Поля сражений: Западный Вал / Battlefield: The West Wall (США, 2002)
- Второй фронт (фильм) (США-Россия, 2005)
- «Indigènes» (Франция, 2006)
- «Ярость» (США, 2014)
- «Дюнкерк» (2017)

### Музыка
- Песня «Primo Victoria» группы Sabaton
- Песня «The Longest Day» группы Iron Maiden

### Компьютерные игры
- Call of Duty: WWII
- Company of Heroes
- Call of Duty
- Call of Duty: United Offensive
- Call of Duty 2
- Brothers in Arms (серия игр)
- Блицкриг II
- В тылу врага 2
- Medal of Honor: Allied Assault

### Комментарии
1. ↑  Несмотря на значительные успехи немецкой армии и стремительное бегство РККА в период блицкрига летом и осенью 1941 года, планы полного сокрушения и разгрома СССР всё-таки были сорваны советскими войсками, когда немецкая «военная машина» увязла в боях и осадах ключевых точек, оказавшись у стен Москвы в период осенней распутицы и наступления холодов в конце октября и начале ноября 1941 года (а не в тёплое время года, конца августа и начала сентября, если бы вторжение состоялось на два месяца раньше), когда подоспели и вступили в противостояние с врагом такие естественные союзники России как генерал «Слякоть» и генерал «Мороз», и Красная армия в итоге ценой невероятных усилий смогла отстоять свою столицу

1. ↑  Ellis provides no figure for Danish casualties, he places Norwegian losses at 2,000 killed or missing with no information provided on those wounded or captured. Dutch casualties are placed at 2,890 killed or missing, 6,900 wounded, with no information provided on those captured.Потери бельгийцев оцениваются в 7500 убитых и пропавших без вести, 15 850 раненых и 200 000 пленных. Французские потери составили 120 000 убитых и пропавших без вести, 250 000 раненых и 1 450 000 пленных. Британские потери составили 11 010 убитых и пропавших без вести, 14 070 раненых (учитываются только эвакуированные) и 41 340 пленных.[8] Потери в 1940 году, по данным Эллиса, таким образом, составляют 2 121 560.
2. ↑  360 000 убитых или раненых и 1 900 000 пленных[9]
3. ↑  Цифры Эллиса:Американцы: 109 820 убитых или пропавших без вести, 356 660 раненых и 56 630 пленных; британцы: 30 280 убитых или пропавших без вести, 96 670 раненых, 14 700 пленных; канадцы: 10 740 убитых или пропавших без вести, 30 910 раненых, 2 250 пленных; Французы: 12 590 убитых и пропавших без вести, 49 510 раненых, 4730 пленных.; Польша: 1160 убитых или пропавших без вести, 3840 раненых, 370 пленных.[11]
 Таким образом, по данным Эллиса, западные союзники понесли потери в 783 860 человек.
Распределение армии и военно-воздушных сил США: Согласно послевоенному исследованию армии США, основанному на военных записях, армия и военно-воздушные силы Соединенных Штатов понесли 586 628 потерь в Западной Европе, включая 116 991 убитого в бою и 381 350 раненых, из которых 16 264 позже умерли от ран.[12] Общие потери США составили 133 255 убитых, 365 086 раненых, 73 759 пленных и 14 528 пропавших без вести, две тысячи из которых позже были объявлены погибшими.
4. ↑  George C Marshall, Biennial reports of the Chief of Staff of the United States Army to the Secretary of War : 1 July 1939–30 June 1945. Washington, DC : Center of Military History, 1996. Page 202 Архивировано 1 мая 2017 года..Историк армии США Чарльз Б. Макдональд («Европейский театр военных действий: последнее наступление», Центр военной истории армии США, Вашингтон, округ Колумбия, 1993 г., стр. 478) считает, что «за исключением военнопленных, все немецкие потери на западе с дня «Д» до дня Победы, вероятно, были равны потерям союзников или немного превышали их». В соответствующей сноске он пишет следующее: «Единственные конкретные данные, доступные из OB WEST, за период с 2 июня 1941 г. по 10 апреля 1945 г.: убитые — 80 819; раненые — 265 526; пропавшие без вести — 490 624; всего — 836 969. (Из них 4548 потерь были понесены до дня «Д»). См. Rpts, Der Heeresarzt im Oberkommando des Heeres Gen St d H/Gen Qu, Az.: 1335 c/d (IIb) Nr.: H.A./263/45 g. Kdos. от 14 апреля 1945 г. и 1335 c/d (Ilb) (без даты, но до 1945 г.). Первый из них находится в OCMH X 313, фотокопии документа, содержащегося в Немецкая папка вооружения H 17/207; последняя – в папке 0KW/1561 (OKW Wehrmacht Verluste). Эти данные относятся только к полевой армии и не включают Люфтваффе и Войска СС. Поскольку немцы редко контролировали поле боя, чтобы проверить статус пропавших без вести, значительная часть пропавших без вести, вероятно, была убита. Задержка в отчётности, вероятно, не позволяет этим данным отразить тяжёлые потери во время наступления союзников на Рейн в марте, а дата окончания отчётности не позволяет включить потери в Рурском котле и на других этапах боевых действий в Центральной Германии. ."
5. ↑  Rüdiger Overmans, Deutsche militärische Verluste im Zweiten Weltkrieg, Oldenbourg 2000. pp. 265, 266, 275 and 279.Основываясь на экстраполяции статистической выборки (см. Потери немцев во Второй мировой войне), Оверманс утверждает, что потери на Западном фронте в 1944 году составили 244 891 человек (павшими в плен, умершими от других причин или пропавшими без вести) (таблица 53, стр. 266). Что касается 1945 года, Оверманс утверждает, что немецкие вооружённые силы потеряли 1 230 045 человек в «финальных сражениях» на Восточном и Западном фронтах с января по май 1945 года. Эта цифра распределяется следующим образом (стр. 272): 401 660 погибших, 131 066 погибших от других причин, 697 319 пропавших без вести. В число пропавших без вести, очевидно, входят солдаты, попавшие в плен и умершие там, возможно, спустя месяцы или годы. (Число погибших в плену, подсчитанное Овермансом, составляет около 459 000, из которых 363 000 – в советском плену (стр. 286). Цифра Оверманса по числу погибших в советском плену примерно на 700 000 меньше, чем число (около 1 094 000), установленное в период с 1962 по 1974 год немецкой правительственной комиссией – комиссией Машке. Оверманс (стр. 288 и далее) считает «правдоподобным, хотя и недоказуемым», что эти дополнительные 700 000 погибли в советском плену.) Тем не менее, Оверманс утверждает (стр. 275, 279), что все 1 230 045 смертей произошли в период с января по май 1945 года. Он утверждает, что около 2/3 этих смертей произошли на Восточном фронте ,не объясняя, как он пришел к этой пропорции (согласно Таблице 59 на стр. 277, на Восточном фронте с июня по декабрь 1944 г. было 883 130 смертей, а согласно Таблице 53 на стр. 266 на Западном фронте за весь 1944 г. было 244 891 смертей; соотношение между этими двумя цифрами составляет 78,29% на Востоке против 21,71% на Западе). Это оставляет 410 000 смертей, приписываемых вторжению западных союзников в Германию в период с января по май 1945 г. В целом Оверманс оценивает число смертей на Восточных фронтах (по всем причинам, включая смерть военнопленных) в 4 миллиона, а число смертей на всех остальных фронтах (включая смерть военнопленных и смерть, приписываемую бомбардировкам) в 1,3 миллиона (стр. 265). Он считает, что мужчины, пропавшие без вести на Восточном фронте, погибли либо в бою, либо в плену. На странице 286 он оценивает примерно 80 000 немецких солдат, погибших в лагерях для военнопленных союзников после войны: 34 000 во французских лагерях, 22 000 в американских, 21 000 в британских и ещё несколько тысяч в бельгийских и голландских лагерях..
6. ↑  Общие потери Германии с сентября 1939 года по 31 декабря 1944 года на Западном фронте среди армии, войск СС и иностранных добровольцев составили 128 030 убитых и 399 860 раненых. К началу июня 1945 года в лагерях для военнопленных содержалось 7 614 790 человек (включая 3 404 950, разоруженных после капитуляции Германии).)[11] See also: Disarmed Enemy Forces

Источники
1. ↑  Во французской кампании Второй мировой войны в 1940 году Франция потерпела разгромное поражение и новообразованное французское правительство во главе Филиппом Петеном подписало мир с Гитлеровской Германией, после этого север Франции был оккупирован немецкими войсками, а на юге Франции было установлено прогерманское французское правительство во главе со всё тем же Филиппом Петеном, который стал фактическим диктатором Южной Франции, полностью полагавшимся на поддержку Германии. Франция фактически была поделена на два лагеря, часть французов бежали из Франции и стали служить свободным французским силам, либо начали подпольную борьбу против немецких оккупантов и их пособников в Сопротивлении, а другая часть французов стала верна прогерманскому режиму Виши принимая участие в боевых действиях против войск антигитлеровской коалиции и французских партизан.
2. ↑  С началом войны началось формирование чехословацких воинских подразделений в Польше (Чехословацкий легион) и Франции, но до 1940 года они в активных боевых действиях не участвовали.
3. ↑  Формально вишистская Франция сохраняла нейтралитет, однако лояльные правительству Виши вооружённые силы принимали участие в боевых действиях против антигитлеровской коалиции на территориях некоторых колоний (см. Мадагаскарская операция, Сенегальская операция, Сирийско-Ливанская операция, Габонская операция).
4. ↑  Дания в ходе датско-норвежской операции в 1940 году была почти без боя оккупирована немецкими войсками за 6 часов, при этом немцы не стали разгонять датское правительство, которое впоследствии пошло на сближение с Германией. 24 июля 1940 года была создана Датско-германская ассоциация, первостепенной целью которой стала оптимизация сотрудничества нацистской Германии и Королевства Дания. 25 июня 1941 года датское правительство разорвало дипломатические отношения с СССР, а 25 ноября 1941 года подписало Антикоминтерновский пакт. Из датских добровольцев в войсках СС  были сформированы 1-й датский добровольческий корпус «Данмарк» и 2-й датский добровольческий корпус «Шальбург». 29 августа 1943 года правительство Дании все же было разогнано немецкими оккупантами, датская армия разоружена и распущена, а власть в стране перешла к немецкой оккупационной администрации в лице имперских уполномоченных секретарей по Дании.
5. ↑  Османьчик, Эдмунд Ян. Encyclopedia of the United Nations and International Agreements (англ.). — Taylor and Francis, 2002. — P. 104. — ISBN 0-415-93921-6.
6. ↑  См. также Операция «Ось».
7. 1 2  Gregory Frumkin. Population Changes in Europe Since 1939, Geneva 1951. pp. 60–65
8. 1 2  Ellis, 1993, p. 255
9. 1 2  Hooton, 2007, p. 90
10. ↑  MacDonald, C (2005), Последнее наступление: Европейский театр военных действий. Страница 478. «Потери союзников с дня «Д» до V–E составили 766 294. Американские потери составили 586 628, в том числе 135 576 убитыми. Британцы, канадцы, французы и другие союзники на западе потеряли чуть более 60 000 убитыми».
11. 1 2  Ellis, 1993, p. 256
12. ↑  Боевые и небоевые потери армии США Смертельные случаи во Второй мировой войне: Заключительный отчёт Архивная копия от 22 апреля 2021 на Wayback Machine. Исследовательская библиотека общевойскового корпуса, Министерство армии. 25 июня 1953 г.
13. ↑  Энциклопедия Третьего Рейха, 1996.
14. ↑  США во Второй мировой войне
15. ↑  Mackenzie, S. P. The Second World War in Europe. — 2nd ed. — Hoboken: Taylor and Francis, 2014. — 185 pages p. — ISBN 1317864719.
16. ↑  Matloff, Maurice. Strategic Planning for Coalition Warfare 1943-1944. — Center of Military History United States Army, 1990.
17. ↑  Мюллер-Гиллебранд, 2002, с. 389.
18. ↑  60 лет открытия второго фронта в Европе (6 июня 1944 г.) — М.: ИД «Мегапир», 2005. — 256 с.
19. ↑  Army battle casualties and nonbattle deaths in World War II. Final report, 7 December 1941-31 December 1946. Part 1 of 4.
20. 1 2  Frieser, 1995, p. 400
21. ↑  L'Histoire, No. 352, April 2010 France 1940: Autopsie d’une défaite, p. 59.
22. ↑  Shepperd, 1990, p. 88
23. ↑  Hooton, 2010, p. 73
24. ↑  2 055 575 немецких солдат сдались в плен в период с дня «Д» по 16 апреля 1945 года, «The Times», 19 апреля, стр. 4; В период с 1 по 16 апреля сдалось 755 573 немецких солдата, «The Times», 18 апреля, стр. 4, что означает, что 1 300 002 немецких солдата сдались на Западном фронте в период с дня «Д» до конца марта 1945 года.
25. ↑  The Daily Telegraph Story of the War Vol. 5 стр. 153, «Армии союзников на западе захватили более 1 500 000 пленных в течение апреля».
26. ↑  «Таймс», 28 марта, стр. 4, заголовок «ВЗЛЕТНАЯ АРМИЯ, ОБЗОР ВЕРХОВНОГО КОМАНДУЮЩЕГО». «Четверть миллиона немецких солдат взяты в плен с 1 марта», — пресс-релиз от 27 марта.
27. ↑  Эйзенхауэр Крестовый поход в Европе Уильям Хайнеманн 1948, стр. 421
28. ↑  The Daily Telegraph «Story of the War», Vol. 5 стр. 127. «За первые четырнадцать дней апреля было взято в плен 548 173 немцев…»
29. ↑  За последние шестнадцать дней апреля 951 827 немцев было взято в плен, что в сумме составляет более 1 500 000 за весь апрель, см. Ref. 2
30. ↑  Число пленных, взятых в марте, приближалось к 350 000, Еженедельный обзор SHAEF № 54 по состоянию на 1 апреля — «ЧАСТЬ I ЗЕМЕЛЬНАЯ РАЗДЕЛ А. ОПЕРАЦИИ ВРАГА».
31. ↑  Справочник по Второй мировой войне, автор Джон Эллис, 1993, стр. 256.